# Choose a Bright Morning
Choose a Bright Morning es el primer álbum grabado por la banda de post-rock Jeniferever, publicado el 13 de marzo de 2006. Había sido precedido por dos EP, Jeniferever en 2002 y Iris en 2004. La edición estuvo dirigida por el sello discográfico Drowned in Sound, quién editó sus dos sencillos: From Across the Sea y The Sound Of Beating Wings.

## Canciones
1. From Across the Sea – 6:05
2. Swimming Eyes – 7:03
3. Alvik – 6:38
4. A Ghost In The Corner Of Your Eye – 5:32
5. Winter Nights – 11:07
6. The Sound Of Beating Wings – 6:59
7. Marks – 4:30
8. Magdeleno – 3:29
9. Opposites Attract – 9:02